# ایزو ۴۵۰۰۱

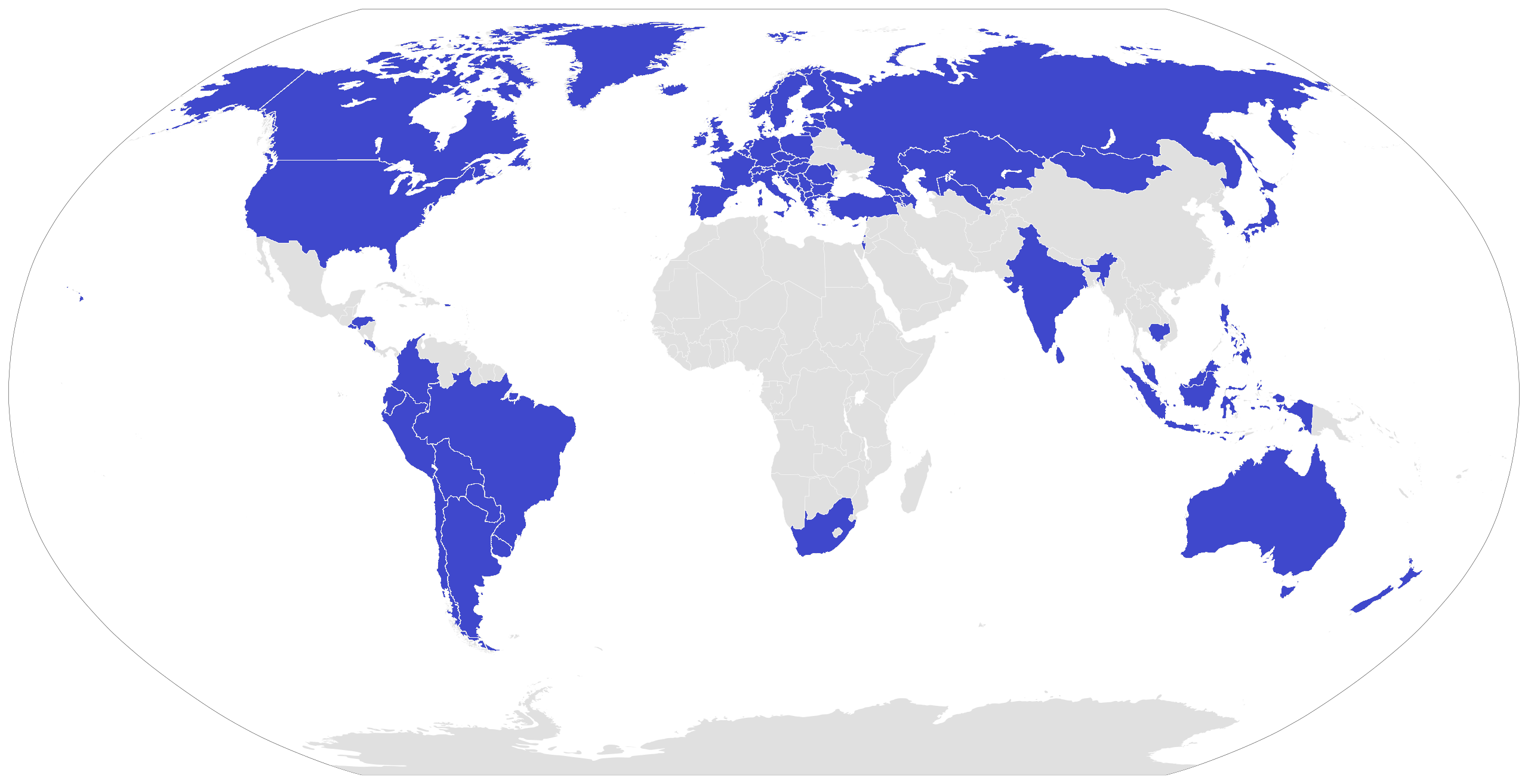
کشورهایی که استاندارد ایزو ۴۵۰۰۱ را به تصویب رسانده‌اند.

ایزو ۴۵۰۰۱ (انگلیسی: ISO 45001)یک استاندارد ایزو در زمینه مدیریت سیستم‌های ایمنی و بهداشت شغلی است که در ماه مارس سال ۲۰۱۸ تدوین شده‌است. هدف این استاندارد کاهش بیماری‌ها و آسیب‌های شغلی است.
این استاندارد بر مبنای اسس ۱۸۰۰۱، کنوانسیون‌ها و دستورالعمل‌های سازمان بین‌المللی کار شامل ILO OHS2001 و استانداردهای ملی تدوین شده‌است.
سازمان بین‌المللی استانداردسازی ایزو ۴۵۰۰۱ (انگلیسی: ISO 45001) را به عنوان یک مبنای بین المللی در جهت سیستم مدیریت ایمنی و بهداشت حرفه ای طراحی و تکوین نموده است.پیاده سازی سیتم مدیریت ایمنی و بهداشت حرفه ای یک تصمیم استراتژیک توسط سازمان برای تضمین این که پرسنل در فضای ایمن تر و با سلامتی بیشتر فعالیت مینمایند می باشد که خود سبب افزایش سود اوری سازمان در آن دوره و زمان می گردد.* 